# Bartosz Kizierowski
Bartosz Kizierowski (ur. 20 lutego 1977 roku w Warszawie) – polski pływak.
Mistrz Europy, zwycięzca uniwersjady, medalista mistrzostw świata oraz trzykrotny olimpijczyk.
Wychowanek Polonii Warszawa. Od 1 kwietnia 2001 r. do 31 października 2003 r. był zawodnikiem Ludowego Klubu Sportowego "Delfin" Połaniec.
Podczas Igrzysk Olimpijskich w Atenach był chorążym polskiej reprezentacji. Jest absolwentem uniwersytetu w Berkeley, w Kalifornii. Trenował w Ameryce Północnej, w legendarnej grupie Mike'a Bottoma.
Był trenerem polskich zawodników w szkole w Madrycie.
Trenował takich zawodników jak Konrad Czerniak i Otylia Jędrzejczak.
Rekord życiowy Bartosza Kizierowskiego na 50 m stylem dowolnym to 21,88 s (06.08.2006).
W styczniu 2025 roku został głównym trenerem pływackiej reprezentacji Polski seniorów.
W 2005 otrzymał Nagrodę Fair Play Polskiego Komitetu Olimpijskiego za odrzucenie propozycji reprezentowania barw Kataru do Igrzysk Olimpijskich w Pekinie włącznie za 200 tys. euro rocznie.

## Największe osiągnięcia
- Igrzyska olimpijskie
  - 5. miejsce w Sydney (2000) (50 m stylem dowolnym)
  - 5. miejsce w Sydney (2000) (100 m stylem grzbietowym)
- Mistrzostwa Świata na długim basenie
  - 3. miejsce w Montrealu (2005) (50 m stylem dowolnym)
- Mistrzostwa Świata na krótkim basenie
  - 3. miejsce w Hongkongu (1999) (100 m stylem dowolnym)
- Mistrzostwa Europy
  - 1. miejsce w Budapeszcie (2006) (50 m stylem dowolnym)
  - 1. miejsce w Berlinie (2002) (50 m stylem dowolnym)
  - 3. miejsce w Berlinie (2002) (50 m stylem grzbietowym)
  - 3. miejsce w Sewilli (1997) (4 x 100 m stylem zmiennym)
- Igrzyska Dobrej Woli
  - 1. miejsce w Brisbane (2001) (50 m stylem grzbietowym)
  - 1. miejsce w Brisbane (2001) (50 m stylem dowolnym)
- Mistrzostwa Europy juniorów
  - 1. miejsce w Pardubicach (1994) (100 m stylem grzbietowym)
  - 3. miejsce w Pardubicach (1994) (200 m stylem grzbietowym)
  - 3. miejsce w Stambule (1993) (100 m stylem grzbietowym)
  - 3. miejsce w Stambule (1993) (200 m stylem grzbietowym)
- Uniwersjada
  - 1. miejsce w Pekinie (2001) (50 m stylem dowolnym)
  - 2. miejsce w Pekinie (2001) (100 m stylem dowolnym)

## Rekordy Polski (basen 50 m)
- Seniorzy
  - 50 m stylem dowolnym - 21.88 (Budapeszt) (2006) - rekord ME
  - 50 m stylem grzbietowym - 25.27 (Ostrowiec Świętokrzyski) (2009)
- 18-latkowie
  - 100 m stylem grzbietowym - 57.35 (USA) (1994)
- 17-latkowie
  - 100 m stylem grzbietowym - 57.35 (USA) (1994)
- 16-latkowie
  - 50 m stylem dowolnym - 23.76 (Oświęcim) (1993)
  - 100 m stylem grzbietowym - 58.28 (Oświęcim) (1993)
  - 200 m stylem grzbietowym - 2:06.13 (Oświęcim) (1993)